# Юрчик, Сергей Викторович
Сергей Викторович Юрчик (укр. Сергій Вікторович Юрчик; 8 сентября 1990, Иваньки — 30 июня 2022, Клиновое) — украинский военнослужащий, младший сержант, участник российско-украинской войны. Герой Украины (2024, посмертно).

## Биография
Родился в селе Иваньки Маньковского района Черкасской области. Окончил Национальный университет государственной налоговой службы Украины и Днепропетровский региональный институт государственного управления при Президенте Украины.
Работал юристом в Маньковской районной государственной администрации, затем в Департаменте экологии и природных ресурсов Черкасской областной государственной администрации. Также занимал должности в различных государственных и коммунальных учреждениях, включая руководство юридическим отделом в ООО «Свит ласощив» и отделом охраны здоровья исполнительного комитета Смилянского городского совета.
28 апреля 2022 года был призван на военную службу по общей мобилизации. Служил командиром взвода в 13-м батальоне 58-й отдельной мотопехотной бригады имени гетмана Ивана Выговского.
30 июня 2022 года, во время отражения штурма противника в селе Клиновое Бахмутского района Донецкой области, получил тяжёлое ранение. Чтобы спасти жизни своих подчинённых, отдал приказ на отступление. Погиб в бою.

## Награды
- Звание «Герой Украины» с удостоением ордена «Золотая Звезда» (23 августа 2024, посмертно) — за личное мужество и героизм, проявленные в защите государственного суверенитета и территориальной целостности Украины, верность военной присяге[1].